# برگ گندمی (سرده)
برگ گندمی، چیرکو (نام علمی: Agriophyllum) نام یک سرده از تیره تاج‌خروسیان است. این جنس در ایران سه گونه گیاه شن دوست دارد و اغلب روی تپه‌های شنی بیابانی و ساحلی می‌رویند.